# Zoo (Film)
Zoo ist ein US-amerikanischer halbdokumentarischer Film, der sich mit dem Thema der Zoophilie am Beispiel von Kenneth Pinyan alias Mr. Hands auseinandersetzt, der durch die Umstände seines Todes bekannt wurde. Pinyan starb an den Folgen einer Peritonitis, nachdem er zuvor Analverkehr mit einem Hengst gehabt hatte.

## Handlung
Der Ort Enumclaw im Bundesstaat Washington wurde 2005 einer breiteren Öffentlichkeit bekannt, nachdem die Todesumstände des dort verstorbenen 45-jährigen Ingenieurs Kenneth Pinyan publik wurden. Pinyan starb an inneren Blutungen, nachdem er Sex mit einem Hengst gehabt hatte. Pinyan hatte zuvor unter dem Pseudonym „Mr. Hands“ gemeinsam mit weiteren Personen über einen längeren Zeitraum hunderte Videos mit Tierpornografie produziert.
In Gesprächen mit Pferdeknechten, Tierärzten, Polizisten und Zoophilen nähern sich die Filmemacher dem Tabu der Zoophilie.

## Hintergrund
Der Film hatte seine Premiere am 20. Januar 2007 beim Sundance Film Festival. In Deutschland lief er erstmals am 9. Februar 2007 beim European Film Market. 2011 erschien er in Deutschland auf DVD.

## Rezeption
Die Kritiken für den Film fielen unterschiedlich aus. Während einige Kritiker den Film als Ausgangspunkt für eine „rege Diskussion“ zum Themenkomplex sahen, verurteilten andere Kommentatoren den Film als „perverses Machwerk“, in dem die Darstellung der Degeneration des Menschen mit Genialität verwechselt würde und ein Tabubruch als Ausdruck künstlerischer Raffinesse gilt.

„Der Film lässt Betroffene und Familienmitglieder des Toten im Off und optisch verfremdet zu Wort kommen, bezieht jedoch in keiner Weise Stellung, sondern sorgt durch seine scheinbar objektive Art und die Mischform aus Spiel- und Dokumentarszenen seinerseits für erhebliche Irritationen.“

Auch in positiven Kritiken wurde bemängelt, dass sich der Film im Wesentlichen nur um die Aussagen der beteiligten Zoophilen drehe, die aber nur wenig Neues preisgeben würden, wodurch der Film insgesamt einen geringen Erkenntnisgewinn biete.

„Auch wenn hier wirklich fantastische Arbeit an der Kamera geleistet und auch die Musik von Paul Matthew Moore beeindruckend komplex und eindringlich gestaltet wurde, ist Zoo sehr träge und streckenweise etwas langweilig. Wenn man diesen Film am späten Abend nicht ganz hellwach schaut, schläft man ein, das ist fast sicher. Was Zoo dann aber wieder rettet, ist seine kurze Spielzeit, die verhindert, dass er quälend langweilig wird. … Insgesamt also ein interessantes Werk über ein nicht gerade populäres Thema. Allerdings aber auch ein Film, der viel Geduld erfordert und absurder Weise viele, die Sex mit Tieren verurteilen, enttäuschen wird, weil genau dieser eben nicht zu sehen ist.“

„"Zoo," despite its elegance, teeters on a tightrope; by relying primarily on words from men who seem reluctant to talk much about what happened, it ends up having little to say. Horse rescuer Jenny Edwards (who collected the farm’s horses after the incident came to light) says of zoophilia at the end, "I’m on the edge of being able to understand it." Those who’ve seen only "Zoo" may not be able to say the same.“

In jedem Fall ergreife der Film aber nicht Partei, sondern überlasse die Bewertung dem Zuschauer:

„Robinson Devor nimmt bewusst keine Haltung ein in der Zoophilen-Debatte, dies wird dem Zuschauer überlassen. Was stattdessen angestrebt wird, ist das Zeigen der Gegenperspektive. Die gesellschaftlichen Außenseiter im Film werden dem Zuschauer nahe gebracht, vertraut gemacht. … Man könnte dem Film Einseitigkeit vorwerfen, sind doch die Zoos die einzigen, die durchaus positiv dargestellt werden, während die anderen Figuren des Films immer wieder karikiert werden, doch ist diese Einseitigkeit, gesamtgesellschaftlich betrachtet, nichts anderes als das nötige Füllen einer Lücke im Diskurs, ein Anstoß dafür.“

## Auszeichnungen
- 2007: Sitges Festival Internacional de Cinema Fantàstic de Catalunya – New Visions Award in der Kategorie Bester Film[9]
- 2007: Sundance Film Festival – Nominierung für den Grand Jury Prize in der Kategorie Dokumentarfilm